# 37 Aquilae
Désignations
37 Aquilae est une étoile géante de la constellation de l'Aigle, située à ∼ 444 a.l. (∼ 136 pc) de la Terre.